# Solariella pygmaea
Solariella pygmaea là một loài ốc biển, là động vật thân mềm chân bụng sống ở biển thuộc họ Solariellidae.